# القارئ (فلم)
القارئ فيلم درامي رومنسي أمريكي أُنتج سنة 2008 وهو تجسيد لرواية للكاتب الألماني برنارد شلينك تحمل نفس الاسم.

## ملخص
تعرف الصبي ميخائيل بيرغ البالغ من العمر 15 سنة على هنّا شميتز التي تبلغ من العمر 36 سنة، لتتحول العلاقة بينهما إلى علاقة غرامية إنقطعت بمغادرة هنّا المدينة، دون علم ميخائيل، بعد ترقية في العمل.
تحولت أحداث الفيلم لاحقا مع ميخائيل طالب حقوق في جامعة هايدلبرغ ويتابع ندوة حول أحداث دارت في ألمانيا في معتقل لأسرى يهود توفي فيها 300 امرأة يهودية. شائت الصدف أن تكون صديقته السابقة هنّا إحدى حارسات السجون أثناء الحادثة.
كان بإمكان ميخائيل إنقاذ هنّا من السجن المؤبد بإفشاء سرّها كونها أمية. لكن تسترها عن ذلك أمام القاضي منعه من البوح بالسر.

## مواضيع ذات صلة
القارئ

## وصلات خارجية
- مقالات تستعمل روابط فنية بلا صلة مع ويكي بيانات